# Црква Светог Илије у Вранићу
Црква Светог Илије у Вранићу налази се у црквеној порти у центру села. Изграђена је крајем 19. века. Дело је познатог српског архитекте Светозара Ивачковића. Освећена је 1888. године од архиепископа и митрополита Србије Теодосија Мраовића.

## Историја
До 1888. године богослужење се вршило у Цркви брвнари. Последњи свештенику старој цркви био је Милош Јоксић. Његовом заслугом озидан је нови храм у коме је служио до своје смрти 1910. године.
Сматра се да је црква Светог Илије у Вранићу ауторско дело Светозара Ивачковића, једног од најутицајнијих и најзначајнијих српских неимара друге половине 19. века.

## Изглед цркве
Основа цркве је у облику сажетог крста. Највећи и најупечатљивији украс на цркви представља купола која је споља осмострана а изнутра полукружна. У њој се налази оштећена мала фреска Свете Тројице, рад руског емигранта Андреја Биценка. Испод портика (улазног трема) налази се мозаик са представом Светог Илије. Он је рад Столета Петковића. Иконостас је постављен 1909. године. Оквир иконостаса урађен је према пројекту Момира Коруновића а иконе на њему су рад Војина Штиха, иконописца из Панчева.
Храм је живописан 1974. године за време протојереја Радивоја Митровића.
У црквеној порти се, осим Цркве Св. Илије налазе још и Парохијски дом са спомен музејом, архивом и црквеном библиотеком, црква брвнара заштићена као споменик културе од великог значаја, стари надгробници, стара чатмара породице Матић, једина је до данас идентификована устаничка кућа на београдском подручју и поповска кућа. Цео комплекс црквене порте у Вранићу данас представља немерљиво значајно споменичко наслеђе.

### Манифестације у порти цркве
У црквеној порти се 2. августа (празник посвећен Светом пророку Илији), одржава традиционална манифестација Сабор Светог Илије, смотра фолклора и изворне песме. Иницијатор и организатор Сабора је Културно уметничко друштво „Вранић” из Вранића под покровитељством Градске општине Барајево.

## Галерија
- Поглед на цркву Светог Илије са предње стране
- Поглед на цркву Светог Илије са задње стране
- Иконостас унутар цркве из 1909. године
- Мермерна плоча на северном зиду цркве
- Унутрашњост високо постављене куполе у којој се налази оштећена мала фреска св. Тројице
- Споменик Атанасију Поповићу
- Гроб Павла Поповића
- Надгробници у црквеној порти